# Пурила
Пу́рила (эст. Purila) — деревня в волости Рапла уезда Рапламаа, Эстония.

## География и описание
Расположена в 9 километрах к северу от уездного и волостного центра — города Рапла. Высота над уровнем моря — 75 метров. Через деревню проходит шоссе Козе—Пурила.
Климат умеренный. Официальный язык — эстонский. Почтовые индексы: 79633, 79661.

## Население
По данным переписи населения 2021 года, в Пурила проживали 109 человек, из них 102 (94,4 %) — эстонцы.
Численность населения деревни Пурила по данным переписей населения:
| Год  | 1959 | 1970  | 1979  | 1989  | 2000  | 2011  | 2021  |
| ---- | ---- | ----- | ----- | ----- | ----- | ----- | ----- |
| Чел. | 200  | ↗ 224 | ↗ 241 | ↘ 176 | ↗ 178 | ↘ 150 | ↘ 109 |

## История
В Датской поземельной книге 1241 года упомянута деревня Purilo, в 1550 году — мыза Purrialmoise. На военно-топографических картах Российской империи (1846–1880 годы), в состав которой входила Эстляндская губерния, обозначена деревня Пурила.
Нынешняя деревня Пурила возникла путём слияния деревни Пурило и поселения Ханарас (Hanaras, в 1513 году — Anneris, в 1516 году — Anaris), также упомянутого в Датской поземельной книге 1241 года и пропавшего из упоминаний в XVII веке.
Располагавшаяся в древние времена в среднем течении реки Кейла деревня Пурила занимала площадь в 6 сох и, как и другие деревни Эстляндии, попала под  неограниченную власть датских господ-вассалов. Примерно в 1500 году тогдашний владелец земель Пурила* вассал Арнд Ханс Юнге (Arnd Hans Junge) продал их монастырю Святой Бригитты (Пиритаскому монастырю). В связи с переходом к другому владельцу, деревня была разрушена, а все возделанные земли были отчуждены. В письменных источниках 1513 года уже упоминается монастырская мыза Пургель (нем. Purgel, Пурила, эст. Purila mõis).
Мыза затем принадлежала многим дворянским семействам и стала рыцарской. В 1919 году мыза была национализирована. В 1925—1944 годах в главном здании мызы работала школа скотоводства, в 1940—1941, 1949—1953, 1957—1975 годах там располагалась контора Пурилаского совхоза, в другие годы на землях бывшей мызы работало подсобное хозяйство Эстонского стрелкового корпуса и отделение совхоза «Кохила».
В советское время пурилаское хозяйство объединяло 8 деревень: Хагуди, Койги, Куку, Мыйзаасеме, Оола, Пурила, Рёа и Сели. Тогда в Пурила был магазин, детский сад, садоводческое хозяйство, хлева с дойными коровами и всё остальное, что способствовало развитию сельской жизни. Всем входящим в мызный комплекс постройкам нашлось своё применение; в главном здании располагались рабочие помещения совхоза, квартиры, работала столовая и ветеринар. После отделения Эстонии от Советского Союза большинство мызных зданий опустело, исчезли большие стада коров, были заброшены совхозные сады, и с этим закончились времена расцвета деревни.
* Эстонские топонимы, оканчивающиеся на -а, не склоняются и не имеют женского рода (искл. Нарва).

## Инфраструктура
Деревня состоит из двух частей: разбросанной застройки (в сторону посёлка Юуру) и плотной застройки (окрестности мызы Пурила).
В деревне есть сельская площадь со спортивными и игровыми зонами, работает общественная некоммерческая организация «Пурила» (Purila MTÜ). В планах на 2018—2025 годы: строительство сельского дома и сауны, создание места для купания, осуществление аварийных работа на мызе Пурила (в настоящее время она выставлена на продажу, находится в плохом состоянии и представляет угрозу для посетителей). Ближайший продовольственный магазин находится в деревне Хагуди.
В окру́ге работает 4 крупных предприятия: деревообрабатывающие Weimar Puit OÜ, Allied Timber OÜ и Autorevol OÜ и торговое предприятие Tedex Eesti OÜ, однако большинству жителей Пурила приходится ездить на работу в Рапла и Кохила.

## Достопримечательности
Природными достопримечательностями деревни являются лесной парк Пурила размером 3 гектара и находящиеся под охраной государства большие источники на правом берегу реки Кейла.

## Комментарии
1. ↑  Эстонские топонимы, оканчивающиеся на -а, не склоняются и не имеют женского рода (исключение — Нарва)[7].